# Notträsket (Överluleå socken, Norrbotten, 730529-177587)
Notträsket är en sjö i Bodens kommun i Norrbotten och ingår i Luleälvens huvudavrinningsområde. Sjön har en area på 0,212 kvadratkilometer och ligger 19 meter över havet. Sjön avvattnas av vattendraget Starrbäcken.

## Delavrinningsområde
Notträsket ingår i det delavrinningsområde (730456-177618) som SMHI kallar för Mynnar i Luleälvens vattendragsyta. Medelhöjden är 22 meter över havet och ytan är 7,72 kvadratkilometer. Det finns inga avrinningsområden uppströms utan avrinningsområdet är högsta punkten. Starrbäcken som avvattnar avrinningsområdet har biflödesordning 2, vilket innebär att vattnet flödar genom totalt 2 vattendrag innan det når havet efter 19 kilometer. Avrinningsområdet består mestadels av skog (80 procent). Avrinningsområdet har 0,21 kvadratkilometer vattenytor vilket ger det en sjöprocent på 2,7 procent.